# Salavdi Gugaev
Salavdi Gugaev (Салавди Гугаев ; 1917–2010) était un Tchétchène-Américain qui a œuvré à la réhabilitation des Tchétchènes et des Ingouches qui ont été exilés en Asie centrale dans le cadre du nettoyage ethnique ordonné par Staline,. Salavadi était à l'origine un soldat soviétique qui a été capturé par la Wehrmacht pendant la guerre de Continuation, il a dû passer une période prolongée dans un camp de prisonniers de guerre.

## Biographie
Après avoir été libéré du camp de prisonniers de guerre, Salavdi s'est installé aux États-Unis, où il a commencé à publier périodiquement et à apparaître sur les ondes des stations Voice of America et Radio Liberty, essayant d'attirer l'attention du monde libre et des chefs d'États démocratiques sur la persécution du régime de Staline. La contribution la plus significative de Gougaev à la réhabilitation des peuples réprimés en URSS fut son appel aux Nations unies le 1er juillet 1955, à la veille de l'arrivée de Nikita Khrouchtchev à l'Assemblée générale des Nations unies. Le document révélait l'essence des actions staliniennes (y compris les déportations massives de tous les Tchétchènes et Ingouches, Kalmouks, Balkars et Karatchaïstes ethniques vers le Kazakhstan, le Kirghizistan et la Sibérie), citant des faits, des chiffres et des témoignages oculaires.